# Котов, Иван Иванович (контрабасист)
Иван Иванович Котов (1950—1985) —  советский контрабасист. Сын математика Ивана Котова. Отец виолончелистки Нины Котовой.

## Биография
Окончил Московскую консерваторию у Евгения Колосова (1973). В том же году на Международном конкурсе исполнителей в Женеве был единогласным решением жюри удостоен первой премии, таким образом став первым контрабасистом, выигравшим конкурс (до этого состязание контрабасистов проводилось дважды, но первая премия ни разу не присуждалась), а также первым советским контрабасистом — лауреатом международного конкурса. Советская пресса высоко оценила это достижение:

С первого же тура он вырвался вперёд и остался лидером до самого финала. Никто из участников конкурса не мог сравниться с ним мощностью и благородством звука. Он поразил всех способностью тонко передавать различные настроения, чувства, образы на таком, казалось бы, сложном и громоздком инструменте,

— отмечал в газете «Советский музыкант» Александр Мндоянц.
Ещё в студенческие годы начал играть в оркестре — сперва в Симфоническом оркестре Московской филармонии у Кирилла Кондрашина, затем в Государственном симфоническом оркестре СССР у Евгения Светланова; входил также в круг музыкантов, стоявших у истоков Московского камерного музыкального театра, под руководством Геннадия Рождественского.
В 1970-е гг. активно участвовал в премьерных исполнениях музыки российских композиторов авангардного направления, в том числе Софьи Губайдулиной, Инны Жванецкой, Шандора Каллоша (последний посвятил Котову сочинение «Десять ричеркаров»), Александра Коблякова, Михаила Осокина, Дмитрия Смирнова, Олега Янченко.

В его руках контрабас оказывался самым красивым струнным инструментом.

говорил о Котове Юрий Башмет.
В качестве солиста Иван Котов выступал с такими оркестрами, как Оркестр романской Швейцарии, Московский государственный академический симфонический оркестр, Государственный академический камерный оркестр России, с дирижёрами Армэном Жорданом, Вероникой Дударовой, Львом Маркизом.